# Ingoldingen
Ingoldingen är en kommun i Landkreis Biberach i det tyska förbundslandet Baden-Württemberg. Kommunen består av ortsdelarna (tyska Ortsteile) Ingoldingen, Degernau, Grodt, Winterstettenstadt, Winterstettendorf, Muttensweiler, Gensenweiler, Hervetsweiler, Wattenweiler och Hagnaufurt. Folkmängden uppgår till cirka 3 200 invånare, på en yta av 44,23 kvadratkilometer.
Kommunen ingår i kommunalförbundet Bad Schussenriedtillsammans med staden Bad Schussenried.

## Befolkningsutveckling
| Befolkningsutvecklingen i Ingoldingen 1975–2015 | Befolkningsutvecklingen i Ingoldingen 1975–2015 | Befolkningsutvecklingen i Ingoldingen 1975–2015 | Befolkningsutvecklingen i Ingoldingen 1975–2015 | Befolkningsutvecklingen i Ingoldingen 1975–2015 |
| ----------------------------------------------- | ----------------------------------------------- | ----------------------------------------------- | ----------------------------------------------- | ----------------------------------------------- |
|                                                 |                                                 |                                                 |                                                 |                                                 |
| År                                              |                                                 |                                                 | Folkmängd                                       | Areal (ha)                                      |
| 1975                                            | 1975                                            |                                                 | 2 088                                           | 3 591                                           |
| 1980                                            | 1980                                            |                                                 | 2 331                                           | 4 424                                           |
| 1985                                            | 1985                                            |                                                 | 2 404                                           | 4 423                                           |
| 1990                                            | 1990                                            |                                                 | 2 553                                           | 4 424                                           |
| 1995                                            | 1995                                            |                                                 | 2 636                                           |                                                 |
| 2000                                            | 2000                                            |                                                 | 2 655                                           |                                                 |
| 2005                                            | 2005                                            |                                                 | 2 676                                           |                                                 |
| 2010                                            | 2010                                            |                                                 | 2 630                                           |                                                 |
| 2015                                            | 2015                                            |                                                 | 2 814                                           |                                                 |
|                                                 |                                                 |                                                 |                                                 |                                                 |